# Richards Automobile Company
Richards Automobile Company war ein US-amerikanischer Hersteller von Automobilen.

## Unternehmensgeschichte
Walter Richards betrieb eine mechanische Werkstätte in Trenton in New Jersey. 1896 stellte er drei Automobile her. Der Markenname lautete Richards. 1898 folgte ein weiteres Fahrzeug, das auch verkauft wurde. Um 1900 zog er an eine andere Adresse in Trenton. Für 1901 ist die Firmierung überliefert, wobei unklar bleibt, ob es vorher eine andere Firmierung gab. Bis 1903 bot er eigene Fahrzeuge nach Kundenaufträgen an. 1904 zog er erneut um und war nun als Autohaus für Fahrzeuge von der H. H. Franklin Manufacturing Company tätig. 1905 kam eine Reparaturwerkstatt dazu.
Es ist nicht bekannt, wann das Unternehmen aufgelöst wurde.

## Fahrzeuge
Die Fahrzeuge von 1896 hatten einen Einzylinder-Ottomotor.
Das Fahrzeug von 1898 hatte einen Vierzylindermotor. Der Aufbau war ein offener Tourenwagen. Abnehmer war ein Arzt aus Trenton.
Ab 1901 bot Richards Dampfwagen an. Sie kosteten als Runabout 900 US-Dollar, als Phaeton 1000 Dollar und als Lieferwagen 1350 Dollar.